# Rikecija
Rikecija predstavlja nepokretnu gram negativnu bakteriju. Ima karakteristiku i bakterije i virusa. Pripada porodici rikeciacea (Rickettsiacea) zajedno sa rodovima rohalimea (Rohalimea) i koksijela (Coxiella). Zbog veličine i striktnog intraćelijskog parazitizma do nedavno su svrstavane u viruse. Neosporno je ustanovljeno da je reč o prokariotkim mikroorganizmima (bakterijama) sa ćelijskim zidom, RNK i DNK, i vlastitim enzimima.

## Naziv
Ime je dobila u čast američkog istraživača Rikeca (Howard Taylor Ricketts, 1871 – 1910), koji ih je otkrio 1909. godine i koji se tokom istraživanja tifusa inficirao i podlegao infekciji.

## Patološki značaj

#### Pegavac (typhus exanthematicus)
Uzrokuje ga Rickettsia prowazeki, prenosi se isključivo belim vašima. Nakon inkubacije koja traje 10 - 14 dana dolazi do pojave ospe i teškog tifoznog stanja. Bolest počinje naglo sa jezom, drhtavicom, glavoboljom, pojavom mučnine i povraćanjem. Javlja se bol u svim mišićima i zglobovima, temperatura dostiže 39 - 40 stepeni, bolesnik je upadljivo crvenog lica i očiju, koža je topla, suva, crvena, jezik je suv, ispucao. Zatim nastaje drugi, tifozni stadijum koje se karakteriše tifoznim stanjem - bolesnik bunca, uznemiren je, razdražljiv, agresivan, sa epizodama depresije. Javlja se ospa, koja se gubi na pritisak, a nema je na licu, dlanovima i tabanima, Uvećane su jetra i slezina. Ovaj stadijum traje 12 - 14 dana, a oporavak koji sledi 20-30 dana.

#### Q groznica
Uzročnik je rikecija Coxiella burnetii. Inkubacija traje 2 - 3 nedelje, a zatim naglo raste temperatura praćena jezom, groznicom, bolovima u mišićima i zglobovima i jakom glavoboljom. Bolesnik se žali na umor, preznojavanje i mučninu. Tek krajem prve nedelje se javljaju simptomi od strane respiratornog trakta, u vidu suvog nadražajnog kašlja, oskudnog iskašljavanja koje može biti i sukrvičavo. Intersticijalna pneumonija (zapaljenje pluća) koja se javlja kod polovine obolelih može biti praćena oštećenjem jetre sa povišenim vrednostima aminotransferaza.

##### Brill - Zinsserova bolest (obnovljeni pegavac)
Uzročnik je isti, javlja se kod ljudi koji su već preležali pegavac. Bolest počinje naglo sa visokom temperaturom, bolovima u mišićima i zglobovima, jakom glavoboljom i nesanicom. Sve ove tegobe traju 5 - 6 dana i za to vreme se u predelu mišića javlja ospa koja se širi na grudi i leđa, ali ne i na donje ekstremitete. Bolesnik je miran i komunikativan jer se na razvija tifozni stadijum.

## Osobine bakterije

#### Morfološke osobine
Rikecije su sitni gram-negativni bacili dužine 0,8-2 μm. Nemaju kapsulu i ne stvaraju sporu, uglavnom štapićastog oblika . Takođe su nepokretne jer ne poseduju flagele.

#### Kulturelne osobine
Striktni su intracelularni paraziti i ne mogu se kultivisati na bakteriološkim hranljivim podlogama. Najbolje se kultivišu u ćelijama oplođenih kokošijih jaja. Dobro se razmnožavaju i u nekim ćelijskim kulturama (mišji limfoblasti, ćelije majmunskog bubrega).

#### Biohemijske osobine
Ne odlikuju se značajnom biohemijskom aktivnošću. Imaju enzime za razgradnju glutamata. Sintetišu neke lipide i proteine.

## Otpornost
Ne preživljavaju dugo van ćelije domaćina, a prenose ih beskičmenjaci (vektori) koji se hrane krvlju. Rikecije su osetljive na uticaje spoljašnje sredine, jer na sobnoj temperaturi bivaju uništene za nekoliko časova, na temperaturi od 4 °C za 24 sata. Međutim, pri povoljnim uslovima temperature i vlažnosti u izmetu vaši mogu opstati i do godinu dana i pri tome sačuvati svoju virulenciju. Veoma su osetljiva na brojne fizičke i hemijske agense. Osetljive su takođe na tetracikline i hloramfenikol. Lako se inaktivišu sušenjem, dejstvom ultraljubičastih zraka i dezifijentnim sredstvima.

## Toksičnost i patogeneza

#### Toksičnost
Rikecije imaju jednu snažnu toksičnu supsatnciju čiji je efekat otkriven na eksperimentalno inficiranom mišu i jednu supstanciju sa hemolitičnim dejstvom na eritrocite nekih životinja.

#### Patogenost
Rikecije su uglavnom paraziti artropoda,a neke mogu inficirati čoveka i izazvati bolest osim za uzročnika pegavog tifusa. Rikecije se u prirodi sa artropoda prenose i na kičmenjake u kojima takođe dovode do oboljena. Među artropodama se rikecije prenose transovarijatno.

## Put prenošenja
Prirodni rezervoar rikecija je digestivni trakt različitih insekata (buve, vaši). Čovek oboli samo kada slučajno uđe u lanac pacov - buva, krpelj – ovca. Izuzetak čini R. prowazeki jer je čovek njen jedini domaćin, a oboljenje se prenosi u zatvorenom krugu čovek - vaš - čovek. Ulazno mesto za većinu rikecioza predstavljaju mikrolezije kože, dok kod Q groznice put ulaska može biti respiratorni trakt.

## Mikrobiološka dijagnostika
Rikecije je moguće izolovati iz krvi, isečaka tkiva, likvora, sputuma i urina, međutim izolovanje se ne vrši u rutinskoj dijagnostici zbog komplikovanih laboratorijskih postupaka i velike infektivnosti ovih agenasa, tako da serološke reakcije predstavljaju metod izbora (Weil-Welixova reakcija, RVK, reakcija aglutinacije, test indirektne imunoflorescencije). Dijagnoza rikecioza je teška, s obzirom da su mnoge bolesti manifestovane visokom temperaturom, glavoboljom i ospom. Ukoliko postoji sumnja, neophodno je uraditi specifične serološke analize. Dijagnozu olakšavaju endemski karakter bolesti i dobro uzeta epidemiološka anamneza.

## Klinička slika
Klinička slika rikecioza (bolesti prouzrokovanom od strane rikecije) je veoma heterogena, mada se mogu izdvojiti neke zajedničke karakteristike: inkubacija je 10-30 dana, oboljenja traju jednu do nekoliko nedelja, počinju naglo, visokom temperaturom, glavoboljom, malaksalošću i prostracijom. Kod infekcija praćenih ospom, ospa izbija oko 5. dana bolesti.
Bolest se završava krajem 2. nedelje litičnim ili kritičnim padom temperature. Nakon preležane bolesti imunitet zaostaje. Kod ovih rikecioza javljaju se antitela koja reaguju sa proteusom OX-19 (Weil-Felixova reakcija). Druga grupa rikecioza su bolesti u toku kojih se ne javljaju ni ospa ni antitela koja reaguju u Weil-Felixovoj reakciji (npr. Q groznica).

## Simptomi
- Simptomi počinju iznenada, 3-12 dana nakon ugriza krpelja. Što se prije, nakon infekcije, pojave simptomi (što je kraća inkubacija), to su simptomi teži. Pojavljuju se teška glavobolja, iscrpljenost (prostracija) i bolovi u mišićima. Unutar nekoliko dana razvije se groznica od 39,4 °C-40 °C i u teškim slučajevima ostane visoka 15-20 dana. Ponekad tokom jutra temperatura može biti normalna. Razvija se suvi, ječeći kašalj.
- Otprilike četvrtoga dana groznice na ručnim zglobovima, gležnjevima, dlanovima, tabanima i podlakticama pojavljuje se osip i naglo se proširi na vrat, lice, pazuhe, stražnjicu i trup.
- Zahvatanje krvnih žila u mozgu može dovesti do glavobolje, nemira, nesanice, delirija i kome. Jetra se može povećati, upala jetre može uzrokovati žuticu, premda je to rijetko. Može se razviti upala disajnih putova (pneumonitis), te pneumonija (upala pluća) i oštećenje mozga i srca. Premda retko, u nekim slučajevima dolazi do niskog krvnog pritisaka pa čak i do iznenadne smrti.

## Lečenje
Kauzalna terapija rikecioza se sastoji u primeni antibiotika i to pre svega tetraciklina i hloramfenikola. U simptomatskoj terapiji pored nadoknade tečnosti i primene vitamina moguća je aplikacija kortikoida.

## Spoljašnje veze
- Infektivne bolesti
- Rikecioze
- Rikecioze
- Thread rikecije i virusi
- „rikecije-i-hlamidije”. Архивирано из оригинала 25. 09. 2015. г. Приступљено 24. 09. 2015.
- Medicina
- „Infektivne i parazitarne bolesti”. Архивирано из оригинала 25. 09. 2015. г. Приступљено 24. 09. 2015.

|  | Molimo Vas, obratite pažnju na važno upozorenje u vezi sa temama iz oblasti medicine (zdravlja). |